# Dolomena swainsoni
Dolomena swainsoni is een slakkensoort uit de familie van de Strombidae. De wetenschappelijke naam van de soort is voor het eerst geldig gepubliceerd in 1851 door Reeve.